# Коліма (вулкан)
Колі́ма (ісп. Volcán de Colima) — вулкан на заході Мексики, в штаті Халіско, в Трансмексиканському вулканічному поясі, за 80 км від берега Тихого океану. Найактивніший вулкан Мексики, вивергався більш ніж 40 разів з 1576 року. Входить до Національного парку Невадо-де-Коліми.
Складається з двох конічних піків:
- найвищий з них (Невадо-де-Коліма, 4260—4271 м над рівнем моря[3]) — згаслий вулкан, більшу частину року вкритий снігом;
- інший пік — активний вулкан Коліма, або Волькан-де-Фуего-де-Коліма («Вогняний вулкан»), заввишки 3850 м (за іншими даними — 3820+ м[2]), називають мексиканським Везувієм.

Складений андезитами та дацитами. У районі вулкана часті землетруси.
Потужне виверження було зафіксоване 12 вересня 2015 року, викинутий попіл піднявся на висоту до 2 км. Останнє виверження було зафіксоване у березні 2017 року.

## Галерея

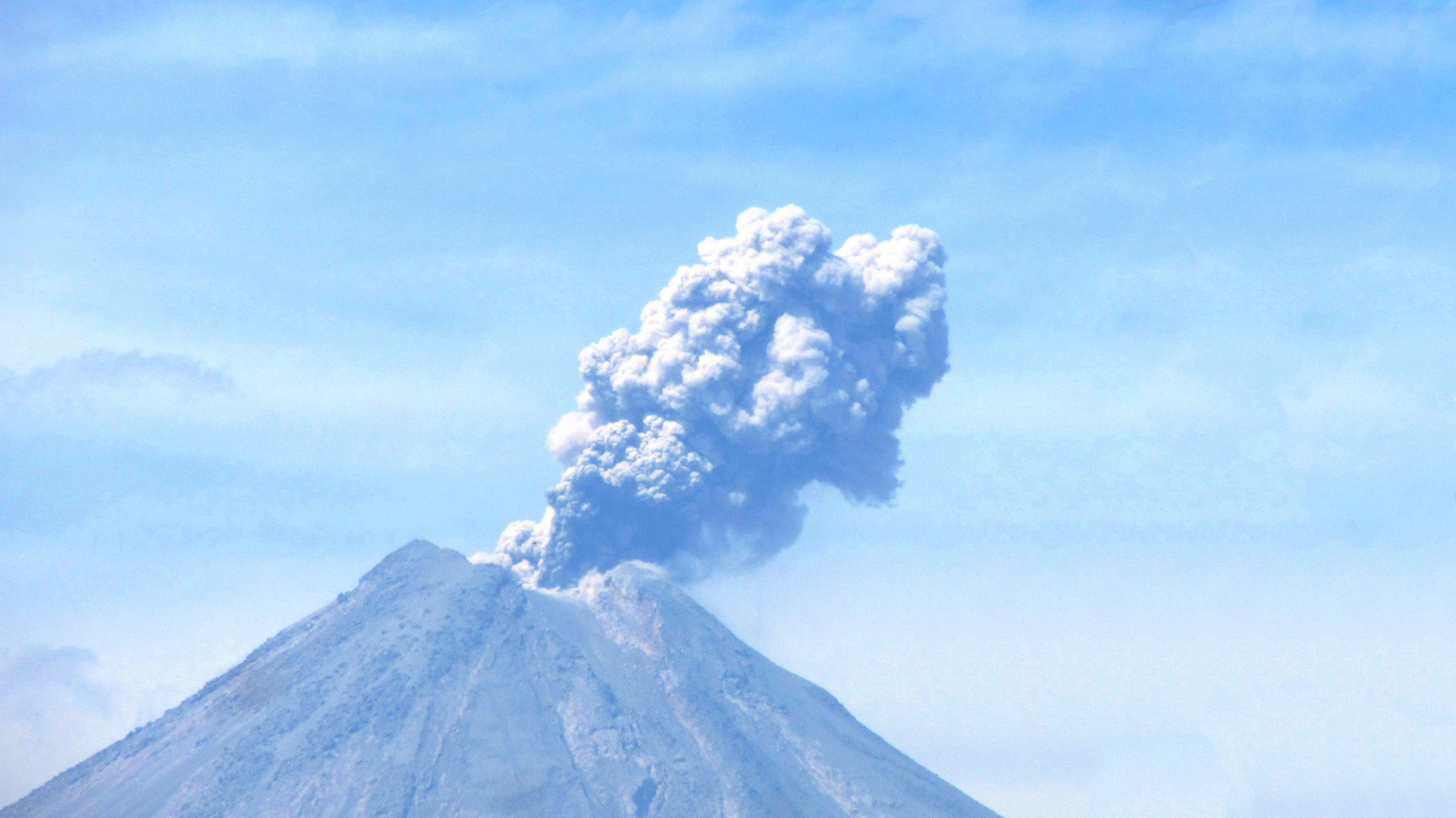
Вулкан Коліма, найактивніший у Мексиці.
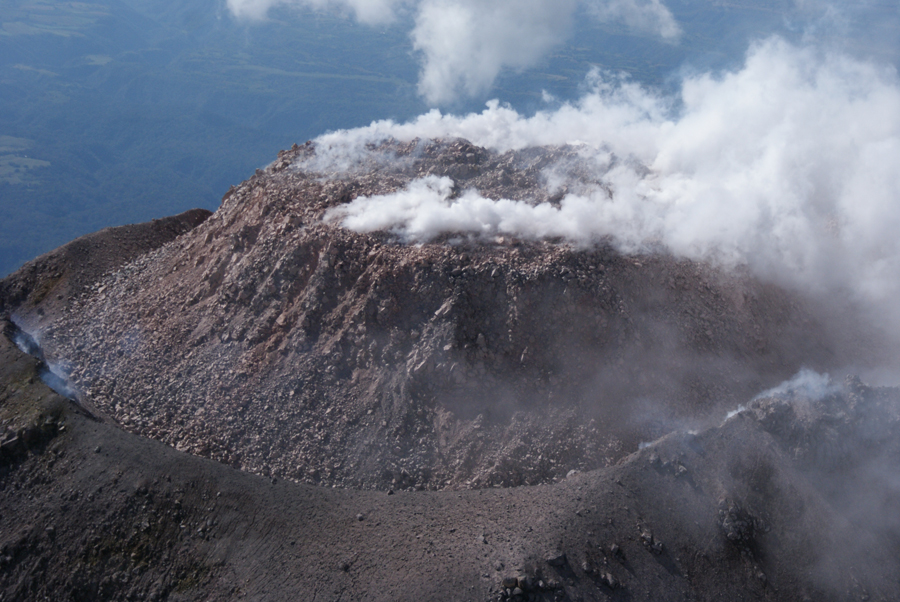
Кратер вулкана Коліма
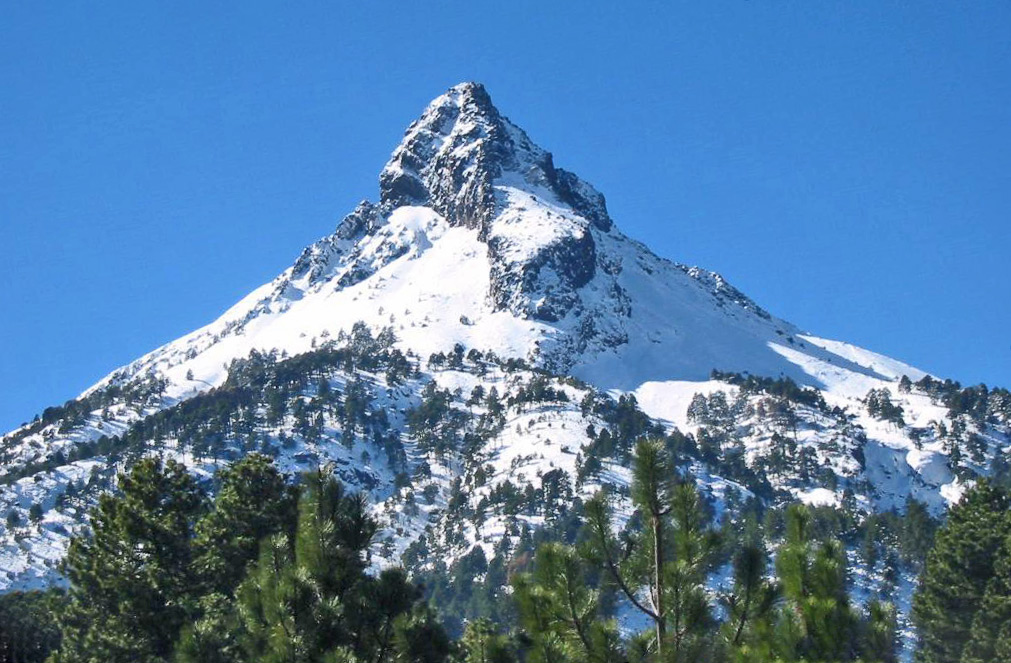
Невадо-де-Коліма